# Gimli, Manitoba
Gimli är en ort i Kanada.   Den ligger i provinsen Manitoba, i den sydöstra delen av landet, 1 700 km väster om huvudstaden Ottawa. Gimli ligger 221 meter över havet och antalet invånare är 2 009.
Terrängen runt Gimli är mycket platt. Trakten runt Gimli är nära nog obefolkad, med mindre än två invånare per kvadratkilometer.. Det finns inga andra samhällen i närheten.